# Кибердемон
Киберде́мон (англ. Cyberdemon) — персонаж в серии компьютерных игр Doom, босс. Впервые появился в игре Doom 1993 года. Впоследствии он появлялся почти во всех последующих играх серии, а также в Wolfenstein RPG и других продуктах. Кибердемон стал одним из самых запоминающихся боссов в истории компьютерных игр.

## Описание
Отличительные черты: рост 4—5 м; демоноподобная голова; одна нога с копытом, вторая металлическая (в Doom и Doom II); вместо левой руки ракетная установка, аналог той, что использует игрок. При стрельбе выпускает подряд три ракеты.

Наполовину бесчувственная машина, наполовину горящий ненавистью рогатый демон. Этот ходячий кошмар обладает встроенным в руку ракетомётом, который достанет тебя на любой дистанции. Убедись, что ты вооружён под завязку, прежде чем повстречаться с этим парнем.
Оригинальный текст (англ.)Doom: Half unfeeling machine, half raging horned devil. This walking nightmare has a rocket launcher for an arm and will definately [sic] reach out and touch you. Make sure you’re loaded for bear before you get to this guy.
— Описание в инструкции к игре
Описание в инструкции к игре Doom II: A missile-launching skyscraper with goat legs. 'Nuff said. (Стреляющий ракетами небоскрёб на козлиных ногах. Добавить нечего).

## В играх
В оригинальной Doom Кибердемон встречается дважды: один — последний босс во втором эпизоде (E2M8: Tower of Babel), второй находится на секретном уровне третьего эпизода (E3M9: Warrens). В добавленном в The Ultimate Doom четвёртом эпизоде присутствуют три Кибердемона (в E4M2: Perfect Hatred, E4M6: Against Thee Wickedly и E4M7: And Hell Followed) . В Doom II: Hell on Earth встречается на 5 уровнях. В кооперативной игре есть ещё несколько Кибердемонов. Некоторых можно убивать телефрагом. В сборнике Final Doom: в TNT Evilution встречается 6 раз за игру, а в Plutonia Experiment встречается практически на всех уровнях. На секретном 32-м уровне ходят группами по 5—6 штук. В Doom 64 за всю игру встречаются два раза при прохождении и три раза в шуточных уровнях. В Doom 3 является главным боссом и встречается в самом конце игры. Уничтожается только Душекубом (англ. Soul cube). Остальные виды оружия на него не действуют. При этом Куб нужно применить четыре раза. В Doom RPG выступает как финальный босс. Практически ничем не отличается от оригинального, но с учётом поправки на жанр пошаговой ролевой игры. В Doom II RPG является предфинальным боссом. Выглядит так же, как и в оригинальном Doom. Достаточно легко уничтожается при помощи душекуба (англ. Soul cube), но при каждом попадании вызывает подкрепление в виде Wretched’ов (усиленные Какодемоны). В Doom 2016 года также присутствует Кибердемон. В отличие от предшественников, этот Кибердемон может пускать мощные энергетические волны. Живучее предшественников и наносит больше урона.

## Отзывы
В 2008 году IGN включил Кибердемона в список своих семи любимых монстров из компьютерных игр, добавив, что «во многих отношениях дедушка современного игрового монстра, Кибердемон, является таким же опасным сегодня, как он был 15 лет назад». В том же году GamePro включил Кибердемона в список 16-ти наиболее дьявольских злодеев компьютерных игр всех времён. В 2010 году этот «классический (и страшный) босс» был выбран GameSpot в качестве одного из 64 претендентов в их опросе по «величайшим игровым злодеям всех времён». В 2010 году британский журнал Play включил Кибердемона в десятку самых страшных игровых монстров. IGN поставил этого «однозначно сукина сына» на 69-е место в их списке 2011 года лучших злодеев в играх. В списке Complex наиболее «крутых» игровых злодеев 2012 года Кибердемон занял 13-е место. В 2013 году Complex оценил встречу с Кибердемоном в оригинальной игре как 12-ю из лучших битв с боссами всех времён.
В 2006 году газета The Boston Phoenix назвала Кибердемона 13-м величайшим боссом в истории компьютерных игр, добавив, что «в анналах ленивой игровой журналистики известен маленький стек журнала GamePro — „профессиональный совет“ для победы над опаснейшим врагом Doom: „Чтобы победить Кибердемона, стреляйте в него, пока он не умрёт“». (Распространённые претензии, имеющие место во многих местах в Интернете, что этот «профессиональный совет» был опубликован GamePro, однако, являются ошибочными, так как фактически эта информация появилась как гэг Эндрю «Linguica» Стайна, соучредителя Doomworld.) в 2008 году IGN оценил битву с Кибердемоном как 46-й лучший момент в компьютерных играх, назвав её «каждый плохой босс, с которым вы когда-либо сражались, сводится к нему». Эта битва также была оценена как 48-й лучший момент в играх NowGamer’ом в 2011 году.